# Вавриш Андрій Валентинович
Андрій Валентинович Вавриш (18 лютого 1979 року, Люблинець, Ковельський район, Волинська область) — український бізнесмен, засновник і керівник компанії SAGA Development.
2010—2015 — заступник директора департаменту містобудування та архітектури Київської міськадміністрації, начальник Служби містобудівного кадастру Києва.

## Скандали
Березень 2011 — з метою створення для Києва системи узагальнення даних містобудівного процесу та прогнозування розвитку міського середовища розпорядженням КМДА затверджено Тимчасове положення про паспортизацію проспектів, вулиць, площ, бульварів, провулків міста Києва. У бюджеті Києва на 2011 рік на розробку таких паспортів виділено 2,7 млн. Розробка паспортів вулиць проводилась у закритому режимі, ним займався Вавриш.
Червень 2019 — незаконне будівництво житлових будинків на ділянці заводу «Арсенал»  у Києві, яка перебуває у користуванні ГПУ. Містобудівні умови та обмеження на будівництво були видані Департаментом містобудування КМДА у липні 2015 році, коли заступником директора цього Департаменту був Вавриш.
Жовтень 2019 — журналісти-розслідувачі програми «ЦРУ» з'ясували, що Вавриш має борги у $4,5 млн. Зокрема, компанія «Системабуд», у склад засновників якої у 2007 році входив Вавриш, взяло в борг $2 млн в ЗАТ «Сведбанк Інвест» під заставу квартир у ЖК «Альта-град» у Борисполі. Борг перейшов до Фонду гарантування вкладів фізичних осіб, втім, ніколи не був погашений боржником. Також, за даними журналістів, у травні 2007 року Андрій Вавриш взяв кредит у «Українському промисловому банку» на суму 2,5 млн доларів США. Дане кредитне зобов'язання не погашене й досі.

### Департамент містобудування та архітектури КМДА
У період роботи в Департаменті містобудування та архітектури Андрій Вавриш реалізував ряд ініціатив у сфері міського розвитку та архітектури, але після скандалу пов'заного з Київською організаціэю Національної Спілки архітекторів України був звільнений. Здійснювався постійний адміністративний тиск на головного архітектора м. Києва С. Целовальника щодо підписування неякісної документації та нелегітимних рішень, які готувались під керівництвом А.Вавриша..
У 2012 році започаткована стратегічна ініціатива «Дніпровська перлина» — проєкт реанімації цінних міських територій Дніпровських схилів та київських островів.
Того ж року була розроблена комплексна схема розміщення тимчасових споруд у місті Києві та концепція впорядкування міського середовища із застосуванням елементів благоустрою. Вавриш розробив нову тарифну сітку і запропонував власникам МАФів підписати угоди так званого земельного сервітуту. "Це давало право легального користування землею, але змушувало привести кіоски до вимог закону, інакше – демонтаж", — йдеться у публікації Економічної правди 
У 2014 році започаткуваний проєкт «Київські парки», спрямований на реформування паркового господарства Києва. Проведено кілька міжнародних архітектурних та містобудівних конкурсів. Серед найбільш значимих — Міжнародний конкурс на кращий проєкт пішохідного мосту між парками «Хрещатик» та «Володимирська гірка» та архітектурний конкурс на проєкт реконструкції Контрактової площі. У 2014 році Андрій Вавриш активно «допомагає» Віталію Кличку впорядкувати вуличну торгівлю.
29-31 травня 2015 року вперше був проведений фестиваль міських проєктів «PRO місто», що мав стати регулярним дискусійним майданчиком для обговорення актуальних проблем міста та обміну досвідом.

### SAGA Development
Після звільнення Вавриша з Департаменту містобудування та архітектури, у вересні 2015 року була укладена угода про розвиток території Рибальського півострова та почалася розробка концепції розвитку. У вересні 2016 року було затверджено детальний план території Рибальського півострова. 
У квітні 2018 року в рамках Міжнародного архітектурного фестивалю CANactions Андрій Вавриш презентував концепцію реновації території Київського річкового порту в новий багатофункціональний район Новий Поділ, який знову відкриє киянам доступ до води.

## Родина
Одружений, виховує трьох дітей.